# Isodemis
Isodemis is een geslacht van vlinders uit de familie van de bladrollers (Tortricidae). De wetenschappelijke naam van het geslacht is voor het eerst geldig gepubliceerd in 1952 door Alexey Diakonoff.
De typesoort is Batodes serpentinana Walker, 1863 = Isodemis serpentinana (Walker, 1863).

## Soorten
- Isodemis brevicera
- Isodemis guangxiensis
- Isodemis hainanensis
- Isodemis illiberalis
- Isodemis longicera
- Isodemis ngoclinha
- Isodemis phloiosignum
- Isodemis proxima
- Isodemis quadrata
- Isodemis serpentinana
- Isodemis solea
- Isodemis stenotera